# Ernst Ramseier
Ernst Ramseier-Marti (* 24. Juli 1936 in Langnau im Emmental; † 19. Februar 2020) war ein Schweizer Grafiker und Maler.

## Leben und Werk
Der 1936 in Langnau geborene Ernst Ramseier lebte seit 1956 in Krattigen. Sein künstlerisches Schaffen erarbeitete er sich weitgehend als Autodidakt. 1960 konnte er erstmals an der Weihnachtsausstellung der Kunstsammlung der Stadt Thun teilnehmen (heute Kunstmuseum Thun). 1965 erhielt er von der Kiefer Hablitzel Stiftung ein Malerei-Stipendium und 1973 von der Louise-Aeschlimann-Stiftung ein Stipendium für seine Holzschnitte. Ramseier war Mitglied der XYLON.
Ab 1968 realisierte Ramseier auch zahlreiche öffentliche und private Aufträge. Mosaike, Glas- und Kirchenfenster, Reliefs in Eingangs-, Treppenhaus- oder Platzgestaltungen zeugen von seiner Vielseitigkeit. Auch Buchillustrationen zählen zu seinem Repertoire. 1977 erschien auf Anregung des Berner Schriftstellervereins die Anthologie Wis isch u wis albe isch gsi mit Schweizer Mundartgeschichten. Sie ist mit 13 Holzschnitten von Ramseier illustriert. 2017 zeigte das Kunstmuseum Thun die Ausstellung Bilder erzählen: Mehrere Schriftsteller erhielten den Auftrag, jeweils eine Geschichte zu einem selbst ausgewählten Werk aus der Kunstsammlung zu schreiben. Es wurden auch Holzschnitte von Ramseier ausgewählt. Auf seinen Holzschnitten finden sich zum Beispiel Menschen, die in Beziehung zu einer Landschaft oder zu einem Haus gesetzt werden. Die Gesichter sind immer markant und ausdrucksstark. Manchmal sind auf den Holzschnitten auch einfach nur scheinbar lapidare Alltagsgegenstände wie Krawatten an einem Kleiderbügel zu sehen.

## Werke in der Öffentlichkeit
- 1968: „Wandmosaik Sekundarschule Aeschi bei Spiez“
- 1970: „Wandmosaik Altersheim in Frutigen“
- 1974: „Eingangsgestaltung/Malerei Eigentumsappartmenthäuser Kirchgasse 27 in Spiez“
- 1976: „Eingangsgestaltung Neubau Regionalspital in Interlaken (Wettbewerb)“
- 1984: „6 Glasfenster, Aussenrondelle, Christliches Kreuz mit auswechselbaren Symbolen, Taufstein Neubau prot. Kirche in Krattigen“
- 1985: „2 vierteilige Glasfenster, Neubau Asyl Gottesgnad in Steffisburg“
- 1986: „Metallrelief Coop-Center in Spiez (Wettbewerb)“
- 1987: „Unterdachmalerei Aegertenstrasse in Bern“
- 1987: „5 auswechselbare Rondellen protestantische Kirche in Spiez“
- 1989: „Treppenhausgestaltung Neubau Bezirksspital in Frutigen“
- 1989–1990: „Sämtliche Glasfenster Neubau katholische Kirche in Kleinandelfingen“
- 1990: „5 Glasfenster prot. Kirche in Mürren“
- 1990: „Platzgestaltung Schweizerische Mobiliarversicherungen, Generaldirektion Bern Filiale Spiez (Wettbewerb)“
- 1991: „Treppenhausgestaltung Schoren-Schulhaus in Gwatt“
- 1993: „Eingangsgestaltung Bundesamt für Genie und Festungen in Wimmis“
- 1993: „WC-Douchenraumgestaltung und 1 Glasfenster in Privathaus“
- 1998: „Glasfenster Hotel Sunnehüsi in Krattigen“
- 1999: „4 Glasfenster Kirchgemeindehaus in Aeschi SO“
- 2002: „Gestaltung eines Posters für die Jahreslosung 2004 der Evangelisch-methodistischen Kirche Schweiz/Frankreich (Wettbewerb)“
- 2003: „Altargemälde in der neuen katholischen Kirche in Ngome, Provinz KwaZulu-Natal. Aussenposten der Benedictine Abbey Inkamana der Benediktinerkongregation von St. Ottilien in Vryheid, Südafrika.“

## Ausstellungen (Auswahl)
- 1960: Weihnachtsausstellung, Kunstsammlung der Stadt Thun (Gruppenausstellung, auch 1970, 1971, 1972 und 1975)
- 1964: Galerie am Aarequai, Thun (Einzelausstellung, auch 1971, 1974, 1978)
- 1973: Berner Galerie in der Kramgasse, Bern
- 1978: Manoir de Martigny, Peintres et sculpteurs de l’Oberland bernois, 1978 (Gruppenausstellung)
- 1993: Kunstmuseum Thun, Einzelausstellung mit Gemälden, Holzschnitten und Zeichnungen
- 2001: Galerie Art + Vision, Bern (bei Martin Thönen)[6]
- 2017: Kunstmuseum Thun: "Bilder erzählen", Gruppenausstellung mit Werken aus der Sammlung